# Чеботарёв, Сергей Викторович
Серге́й Ви́кторович Чеботарёв (род. 14 октября 1969, п. Магдагачи, Тыгдинский район, Амурская область, РСФСР, СССР) — российский государственный деятель. Руководитель секретариата Заместителя Председателя Совета Безопасности Российской Федерации с 11 марта 2020 года.
Заместитель министра экономического развития Российской Федерации с 7 февраля по 16 марта 2020 года.
Занимал пост Министра Российской Федерации по делам Северного Кавказа с 18 мая 2018 по 15 января 2020 (и.о. с 15 по 21 января 2020), который покинул в связи с упразднением министерства.

## Биография
Родился 14 октября 1969 года в посёлке Магдагачи Тыгдинского района Амурской области.
С 1976 по 1984 годах учился в читинской средней школе № 4. 
С 1984 по 1986 годы — в Уссурийском суворовском военном училище, в 1990 году окончил Дальневосточное высшее общевойсковое командное училище.
С 1990 по 1998 годы — служил в пограничных войсках (по информации СМИ — на российской военной базе в Бамборе Гудаутского района Абхазии).
С 1998 по 2004 годы — занимался научной и преподавательской деятельностью в вузах Москвы.
С 2004 по 2018 годы — работал на различных должностях в Администрации президента Российской Федерации. 
В 2006—2012 годах — начальник департамента в Управлении президента РФ по межрегиональным и культурным связям с зарубежными странами. 
С осени 2011 года по весну 2012 года Чеботарев курировал ход президентских выборов в Южной Осетии. С июня 2012 года — заместитель начальника управления. В Администрации главы государства Сергей Чеботарёв курировал отношения России с Арменией, Грузией, Азербайджаном, Абхазией и Южной Осетией. 
В марте 2014 года он был включён в состав Межведомственной комиссии по подготовке и проведению международных межрегиональных экономических форумов.
18 мая 2018 года предложен Председателем Правительства Российской Федерации Дмитрием Анатольевичем Медведевым на должность Министра по делам Северного Кавказа в составе нового правительства. В тот же день назначен на должность министра указом Президента Российской Федерации.
21 января 2020 года покинул Министерство по делам Северного Кавказа в связи с упразднением ведомства.
8 февраля 2020 года указом Президента Российской Федерации назначен на должность заместителя министра экономического развития Российской Федерации.

## Награды
- Орден Почёта (23 августа 2023, Южная Осетия) — за большой вклад в развитие сотрудничества между Республикой Южная Осетия и Российской Федерацией[11]
- Орден Дружбы (21 августа 2018, Южная Осетия) — за вклад в развитие и укрепление дружественных отношений между народами и в связи с празднованием 10-й годовщины признания Российской Федерацией Республики Южная Осетия в качестве суверенного и независимого государства[12]
- Благодарность Президента Российской Федерации (27 января 2010) — за заслуги в развитии международного сотрудничества и укреплении дружбы между народами[13].

## Дополнительные сведения
Кандидат юридических наук, доцент. Владеет английским и китайским языками. Женат, отец двоих детей.
Ряд СМИ по ошибке в качестве нового министра указали главу Тамбова Сергея Алексеевича Чеботарёва.